# Dasychira canovirescens
Dasychira canovirescens är en fjärilsart som beskrevs av Aurivillius 1925. Dasychira canovirescens ingår i släktet Dasychira och familjen tofsspinnare. Inga underarter finns listade i Catalogue of Life.